# Gabrielle Robinne
Gabrielle Robinne, född 1 juli 1886 i Montluçon och död 18 december 1980 Saint-Cloud (Hauts-de-Seine), var en fransk skådespelare.